# Dąb Chrobry w Reczu
Dąb Chrobry (także: Dąb Diabła Weneckiego) – pomnik przyrody, dąb szypułkowy rosnący we wsi Recz (województwo kujawsko-pomorskie), gmina Rogowo. 
Dąb ma wysokość 24,5 metra i obwód 780 cm. Wiek drzewa szacuje się na 850 lat. Posiada dobre warunki glebowe, w tym odpowiednie nawilgocenie i każdego roku obficie owocuje. Był najstarszym drzewem dawnego województwa bydgoskiego. Uznany za pomnik przyrody Rozporządzeniem Wojewody Bydgoskiego nr 11/91 z 01 lipca 1991 (nr 118). 
Legendy mówią, że każdego roku, w czerwcu odbywały się pod dębem ludowe obrzędy podczas nocy Kupały. Inne podania przekazują, że Mikołaj Nałęcz zwany Diabłem Weneckim miał zamienić się w to drzewo za swoje nikczemne uczynki.